# جيفري مورغان (ملحن)
جيفري مورغان (بالإنجليزية: Jeffrey Morgan)‏ هو عازف جاز وملحن أمريكي، ولد في 20 مارس 1954 في سبوكين في الولايات المتحدة.

## وصلات خارجية
- الموقع الرسمي
- جيفري مورغان على موقع ميوزك برينز (الإنجليزية)
- جيفري مورغان على موقع ديسكوغز (الإنجليزية)